# Adjuntas
Adjuntas ist eine der 78 Gemeinden von Puerto Rico. Sie liegt im Westen von Puerto Rico. Sie wird als Schweiz von Puerto Rico tituliert, aufgrund des bergigen Gebiets und des kühleren Klimas. Sie hatte 2020 eine Einwohnerzahl von 18.020 Personen.

## Geografie
Adjuntas ist eine kleine Berggemeinde in Puerto Rico im mittleren Westen der Insel in der Cordillera Central, nördlich von Yauco, Guayanilla und Peñuelas; südöstlich von Utuado; östlich von Lares und Yauco; und nordwestlich von Ponce. 

## Geschichte
Mit dem Fortschreiten der Kolonisation durch die Spanier wurde Adjuntas Teil des Dorfes San Blas de Illescas (Coamo), das 1579 gegründet wurde und zur wichtigsten Siedlung im Süden wurde. Es wird vermutet, dass sich der Name „Adjuntas“ von dem Begriff der „Nähe“ zu Coamo ableitet. Als sich die Bevölkerung nach Ponce verlagerte, wurde Adjuntas mehr mit dieser Stadt verbunden, und dann mit Utuado, als sie 1739 ein Bezirk dieser Gemeinde wurde. Nachdem sich 20 Familien in der Region niedergelassen hatten, baten die Bewohner von Adjuntas um die offizielle Anerkennung der Siedlung. Die Gemeinde Adjuntas wurde dann am 11. August 1815 gegründet.
Ab Mitte des 19. Jahrhunderts nahm Adjuntas viele Einwanderer von den Mittelmeerinseln Korsika und Mallorca auf. Einige von ihnen gründeten Kaffeeplantagen. In den letzten Jahrzehnten des 19. Jahrhunderts wurde der in Adjuntas produzierte Kaffee nach Europa, in die Vereinigten Staaten und sogar in den Vatikan exportiert.
Adjuntas wurde 1894 von der spanischen Regierungsmonarchie zur „Villa“, also zur Gemeinde erster Ordnung, erklärt. Einige Jahre später wurde die Stadt während des Spanisch-Amerikanischen Krieges 1898 von den Streitkräften der Vereinigten Staaten besetzt und 1906 von Präsident Theodore Roosevelt besucht.

## Gliederung
Die Gemeinde ist in 17 Barrios aufgeteilt:
1. Adjuntas barrio-pueblo
2. Capáez
3. Garzas
4. Guayabo Dulce
5. Guayo
6. Guilarte
7. Juan González
8. Limaní
9. Pellejas
10. Portillo
11. Portugués
12. Saltillo
13. Tanamá
14. Vegas Abajo
15. Vegas Arriba
16. Yahuecas
17. Yayales